# Danilo Bertazzi

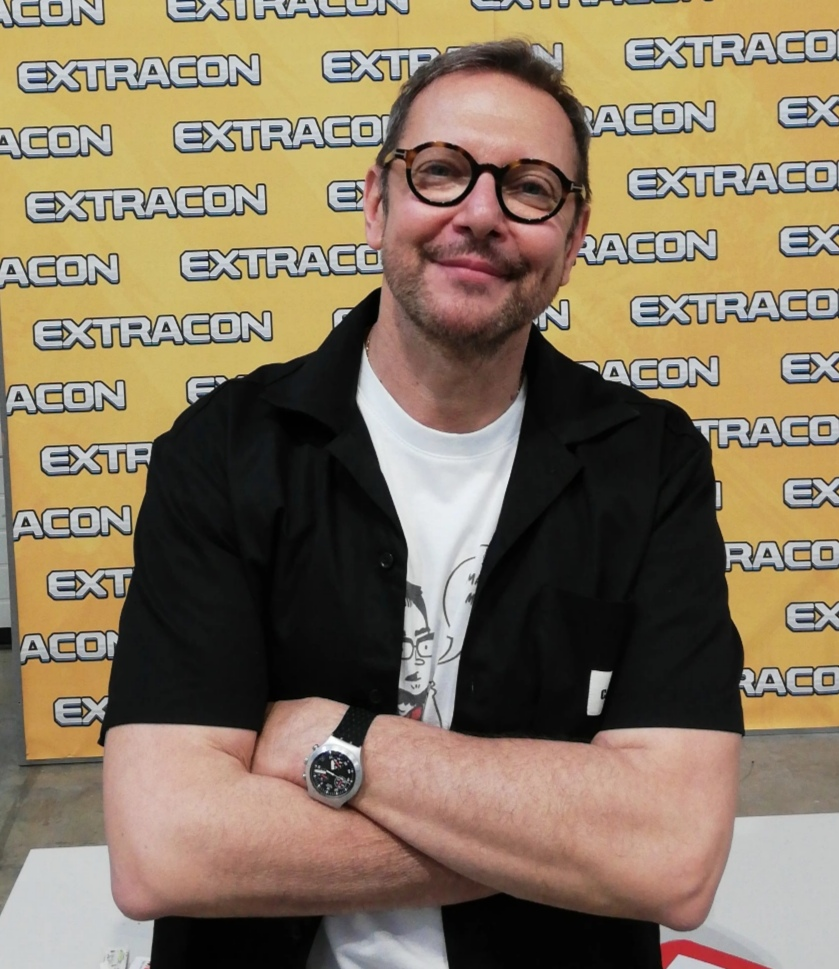
Danilo Bertazzi im Jahr 2023, im Pordenone

Danilo Bertazzi (* 23. Februar 1960 in Chivasso) ist ein italienischer Schauspieler und Fernsehmoderator. Vom Januar 1999 bis Januar 2004 war er Hauptfigur in der Sendung Melevisione, einer Kindersendung von Rai Tre, wo er den Tonio Cartonio spielte.

## Leben
1978 erhielt er sein Diplom der Turiner Schauspielschule „Centro di Formazione Teatrale“. Später absolvierte er Seminare und arbeitete an Theater- und Fernsehproduktionen unter der Leitung namhafter Regisseure wie Scaglione, Zanussi, Petruzzi, Gervasio.
An Turiner Theatern spielte er in verschiedenen Stücken, auch in Kinderstücken, z. B. in „Der kleine Prinz“.
Er spielte auch in verschiedenen Fernsehproduktionen mit. Hinzu kommen verschiedene Produktionen fürs italienische Rundfunk. Dazu zählen die sogenannten Racconti di mezzanotte (Mitternachtserzählungen) sowie auch Lesungen aus dem Werk des italienischen Schriftstellers Cesare Pavese.